# Aichi M6A
El Aichi M6A Seiran (晴嵐 niebla de montaña?) fue un hidroavión monoplaza de ataque 
diseñado para ser transportado por los submarinos Clase I-400 de la Armada Imperial Japonesa. La Segunda Guerra Mundial finalizó antes de que pudieran llevar a cabo su primera misión. El primer prototipo estaba motorizado con un Aichi Atsuta 30, pero los siguientes siete con el Atsuta 31, mientras que los 18 aviones de serie equiparon el Atsuta 32. En todos los casos, la potencia era equivalente.

## Variantes
- Aichi M6A1 Prototipo: prototipo equipado con motores Atsuta 30 o 31 de 1.400 CV (1.044 kW) y a los que se les podía retirar los flotadores. 8 unidades construidas.
- Aichi M6A1 Seiran: modelo de serie. 18 unidades construidas.
- Aichi M6A1-K Nanzan: inicialmente denominado Seiran Kai fue una versión de entrenamiento biplaza que contaba con un tren de aterrizaje convencional. 2 unidades construidas.
- Aichi M6A2: modificación de un Seiran, equipado con un motor Mitsubishi Kinsei MK8P 62 de 1.560 CV (1.163 kW).

## Especificaciones
Referencia datos: Enciclopedia Ilustrada de la Aviación.

### Características generales
- Tripulación: 2
- Longitud: 11,6 m (38,2 ft)
- Envergadura: 12,3 m (40,2 ft)
- Altura: 4,6 m (15 ft)
- Superficie alar: 27 m² (290,6 ft²)
- Peso vacío: 3301 kg (7275,4 lb)
- Peso máximo al despegue: 4445 kg (9796,8 lb)
- Planta motriz: 1× V-12 invertido enfriado por líquido sobrealimentado Aichi Atsuta.
  - Potencia: 1030 kW (1381 HP; 1400 CV)
- Hélices: 1× 1 por motor.

### Rendimiento
- Velocidad máxima operativa (Vno): 475 km/h (295 MPH; 256 kt) a 5.200 m
- Velocidad crucero (Vc): 295 km/h (183 MPH; 159 kt) a 3.000 m
- Radio de acción: 1190 m (3904 ft)
- Techo de vuelo: 9900 m (32 480 ft)

### Armamento
- Armas de proyectiles: 

  - 1 ametralladora dorsal Tipo 2 de 13 mm
- Bombas: 1 bomba de 850 kg

## Supervivientes
Un único M6A1 ha sido conservado, y está expuesto en el anexo Udvar-Hazy Center del Museo Nacional del Aire y el Espacio en Washington D. C..

### Aeronaves similares
- Arado Ar 231
- Mureaux-Besson MB 411
- Watanabe E9W1
- Yokosuka E14Y
- Parnall Peto

### Listas relacionadas
- Anexo:Aviones de la Armada Imperial Japonesa
- Anexo:Hidroaviones y aviones anfibios